# گرند رپید، منیتوبا
گرند رپید، منیوبا (به انگلیسی: Grand Rapids, Manitoba) یک منطقهٔ مسکونی در کانادا است که در منیوبا واقع شده‌است. گرند رپید ۸۵٫۹۵ کیلومتر مربع مساحت و ۲۶۸ نفر جمعیت دارد.